# Catharsius platycerus
Catharsius platycerus är en skalbaggsart som beskrevs av Johann Christoph Friedrich Klug 1855. Catharsius platycerus ingår i släktet Catharsius och familjen bladhorningar. Inga underarter finns listade.